# Onthophagus salebrosus
Onthophagus salebrosus är en skalbaggsart som beskrevs av Macleay 1888. Onthophagus salebrosus ingår i släktet Onthophagus och familjen bladhorningar. Inga underarter finns listade i Catalogue of Life.